# Genii Capital
Genii Capital ist eine, im Jahr 2008 von Éric Lux und Gérard Lopez gegründete, luxemburgische Risikokapital- und Private-Equity-Gesellschaft, die sich auf Markenmanagement, Technologie, Motorsport und eine Reihe von Risikokapitalaktivitäten spezialisiert hat.

## Infos
Die Firma wurde im Jahr 2008 von den zwei luxemburgischen Geschäftsmännern Gérard Lopez und Éric Lux gegründet. Der Hauptsitz der Firma ist in Luxemburg Stadt.

## Investments
Genii Capital erwarb im Jahr 2009 25 % der Anteile des Renault F1 Teams. Am Ende des Jahres 2010 erwarb Genii Capital erneut einen Großteil der Anteile, so dass Genii Capital 75 % der Anteile an Renault hielt. Daraufhin wurde Team Lotus direkt der neue Sponsor des Teams. Danach nannte sich das Team in Lotus F1 Team um. Allerdings hatte dieses Team nichts mit dem Team Lotus zu tun, welches 1958 von Colin Chapman gegründet wurde und bis 1994 in der Formel 1 fuhr. Im Jahr 2015 kam das Lotus-Team in wirtschaftliche Schwierigkeiten, sodass am Ende vom Jahr Gérard Lopez die Mehrheit des Teams wieder an Renault bzw. sein britisches Tochterunternehmen Grigny für einen symbolischen Preis für einen Pfund Sterling verkaufte.
Am 26. Januar 2009 wurde PHC Acquisitions LLC, eine Tochtergesellschaft von Genii Capital, zum Strohmannbieter der Polaroid Holding Company. Die Vereinbarung umfasste den Kauf von Polaroids Vermögenswerten wie geistige Rechte, Name und Marke.
Am 7. Januar 2010 wurde bekannt gegeben, dass Genii zusammen mit dem Formel-1-Chef Bernie Ecclestone ein Barangebot für den schwedischen Automobilhersteller Saab Automobile abgeben würde. Der Vorschlag wurde schlussendlich abgelehnt.

## Expansionsstrategie
Am 29. Juli 2011 ging Genii Capital, das bereits Interessen in Europa, Asien und Nordamerika hatte, über ein Joint Venture mit der WWI Group in Brasilien an Land. Dies ist Teil der aktuellen Expansionsstrategie von Genii in den BRICS-Staaten. Im April 2012 kündigte Genii Capital die Eröffnung eines Büros in Genf als Teil seiner Expansionsstrategie an.